# Doktryna Dahiji

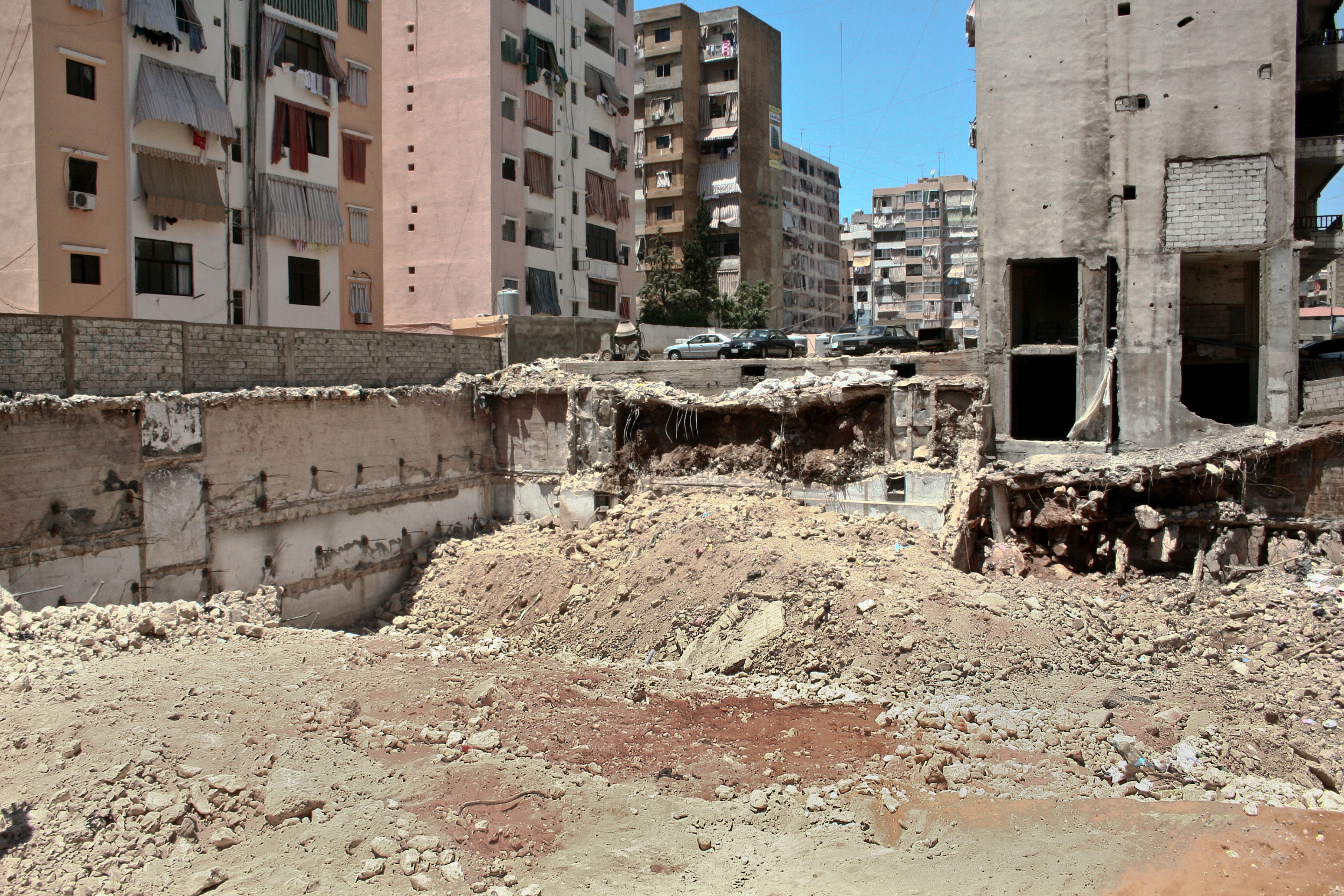
Krater w Dahiji w 2008 roku, dwa lata po wojnie z 2006 roku

Doktryna Dahiji (arab. ‏استراتيجية الضاحية‎, hebr. ‏דוקטרינת הדאחייה‎, tłum. doktryna odstraszania) – izraelska strategia wojskowa polegająca na planowym niszczeniu infrastruktury cywilnej w celu wywarcia nacisku na wrogie siły. 
Jest to działanie asymetryczne i zakładające nieprzestrzeganie zasady proporcjonalności użytych sił. Doktryna została wprowadzona przez byłego szefa sztabu generalnego Sił Obronnych Izraela (IDF), Gadiego Eizenkota.
Nazwa strategii pochodzi od południowych przedmieść Bejrutu, zwanych popularnie Dahiją, gdzie podczas wojny libańskiej w 2006 r. mieściła się siedziba Hezbollahu, przez co cała dzielnica została poważnie zniszczona przez IDF.
Komentatorzy Haaretzu, The Guardian, The Washington Post i Mondoweiss twierdzą, że ataki izraelskich sił zbrojnych na infrastrukturę cywilną Strefy Gazy podczas wojny Izraelu z Hamasem w 2023 r. mogą świadczyć o dalszym rozszerzaniu tej doktryny.